# Resolutie 1312 Veiligheidsraad Verenigde Naties
Resolutie 1312 van de Veiligheidsraad van de Verenigde Naties werd unaniem door de VN-Veiligheidsraad aangenomen op 31 juli 2000. De resolutie richtte de UNMEE-waarnemingsmissie aan de grens tussen Eritrea en Ethiopië op.

## Achtergrond
Na de Tweede Wereldoorlog werd Eritrea bij Ethiopië gevoegd als een federatie. In 1962 maakte keizer Haile Selassie er een provincie van, waarop de Eritrese Onafhankelijkheidsoorlog begon. In 1991 bereikte Eritrea na een volksraadpleging die onafhankelijkheid. Er bleef echter onenigheid over een aantal grensplaatsen. In 1998 leidde een grensincident tot een oorlog waarbij tienduizenden omkwamen. Pas in 2000 werd een akkoord bereikt en een 25 kilometer brede veiligheidszone ingesteld die door de UNMEE-vredesmacht werd bewaakt. Een gezamenlijke grenscommissie wees onder meer de stad Badme toe aan Eritrea, maar jaren later werd het gebied nog steeds door Ethiopië bezet.

## Inhoud

### Waarnemingen
De Organisatie van Afrikaanse Eenheid had op 18 juni met succes een akkoord over de beëindiging van de vijandelijkheden tussen Ethiopië en Eritrea bemiddeld. Beide partijen vroegen nu de hulp van de VN om het uit te voeren. Secretaris-generaal Kofi Annan stuurde hiervoor verkennings- en verbindingsteams naar de regio.

### Handelingen
De Veiligheidsraad besloot de VN-Missie in Ethiopië en Eritrea of "UNMEE" op te richten met honderd militaire waarnemers voor een periode tot 31 januari 2001. Die kreeg het volgende mandaat:
a. Contact leggen en houden met de partijen,
b. De militaire hoofdkwartieren en eenheden van de partijen bezoeken,
c. Toezien op de beëindiging van de vijandelijkheden,
d. De in het akkoord voorziene Militaire Coördinatiecommissie voorbereiden,
e. Een toekomstige vredesoperatie plannen indien nodig.
Verder was het van belang dat de grens tussen beide landen snel afgebakend werd. Ook werd de secretaris-generaal gevraagd een vredesmissie te plannen en de Veiligheidsraad op de hoogte te houden over de waarnemingsmissie.

## Verwante resoluties
- Resolutie 1297 Veiligheidsraad Verenigde Naties
- Resolutie 1298 Veiligheidsraad Verenigde Naties
- Resolutie 1320 Veiligheidsraad Verenigde Naties
- Resolutie 1344 Veiligheidsraad Verenigde Naties (2001)

Lijst ·  1285 ·  1286 ·  1287 ·  1288 ·  1289 ·  1290 ·  1291 ·  1292 ·  1293 ·  1294 ·  1295 ·  1296 ·  1297 ·  1298 ·  1299 ·  1300 ·  1301 ·  1302 ·  1303 ·  1304 ·  1305 ·  1306 ·  1307 ·  1308 ·  1309 ·  1310 ·  1311 ·  1312 ·  1313 ·  1314 ·  1315 ·  1316 ·  1317 ·  1318 ·  1319 ·  1320 ·  1321 ·  1322 ·  1323 ·  1324 ·  1325 ·  1326 ·  1327 ·  1328 ·  1329 ·  1330 ·  1331 ·  1332 ·  1333 ·  1334